# Juan Demóstenes Arosemena Barreati
Juan Demóstenes Arosemena Barreati (* 24. Juni 1879 in Panama-Stadt; † 16. Dezember 1939 in Penonomé, Provinz Coclé) war der 17. Präsident von Panama und war der Bruder des ehemaligen Präsidenten Florencio Harmodio Arosemena.
Arosemena Barreati war zuerst Gouverneur der Provinz Colón und danach für sieben Jahre Außenminister Panamas und führte in dieser Position auch die Delegation 1933 bei der Pan-American Conference in Montevideo. 1936 wurde er als Präsidentschaftskandidat der Koalition zwischen der national-liberalen und der konservativen Partei aufgestellt. Nach dem Sieg der Wahlen trat er am 1. Oktober 1936 als Nachfolger von Harmodio Arias Madrid sein Amt als Staatspräsident an und blieb im Amt bis zu seinem Tod 1939. Sein Nachfolger wurde Ezequiel Fernández Jaén.
In Panama genoss er hohes Ansehen, vor allem da es ihm in Verhandlungen von 1936 bis 1939 gelang für den 1903 mit den USA abgeschlossenen Vertrag über den Panama-Kanal einen neuen Vertrag auszuhandeln, der in seinem Todesjahr von Amerika ratifiziert wurde, wonach die USA keine Truppen mehr nach Panama entsenden durften, ohne sich die Erlaubnis der Regierung Panamas einzuholen. Kurz vor seinem Tod entsandte er noch eine Diplomatische Note an die Regierungen von Großbritannien, Frankreich und Nazi-Deutschland, in der er Panama und das dazugehörige Seegebiet in ausgebrochenen Zweiten Weltkrieg als neutral erklärte.